# Phascolomyces articulosus
Phascolomyces articulosus är en svampart som beskrevs av Boedijn ex Benny & R.K. Benj. 1976. Phascolomyces articulosus ingår i släktet Phascolomyces och familjen Syncephalastraceae.   Inga underarter finns listade i Catalogue of Life.